# Kamienica przy ulicy Wojska Polskiego 4a-4b w Raciborzu
Kamienica przy ulicy Wojska Polskiego 4a-6b – czterokondygnacyjna, mieszkalna, modernistyczna kamienica bliźniacza znajdująca się w Raciborzu, przy ulicy Wojska Polskiego 4a-4b.
Budynek powstał w latach 1910–1920 i jest kamienicą bliźniaczą w linii zabudowy ulicy Wojska Polskiego, gdzie sąsiaduje z kamienicą przy ul. Wojska Polskiego 6-6a.

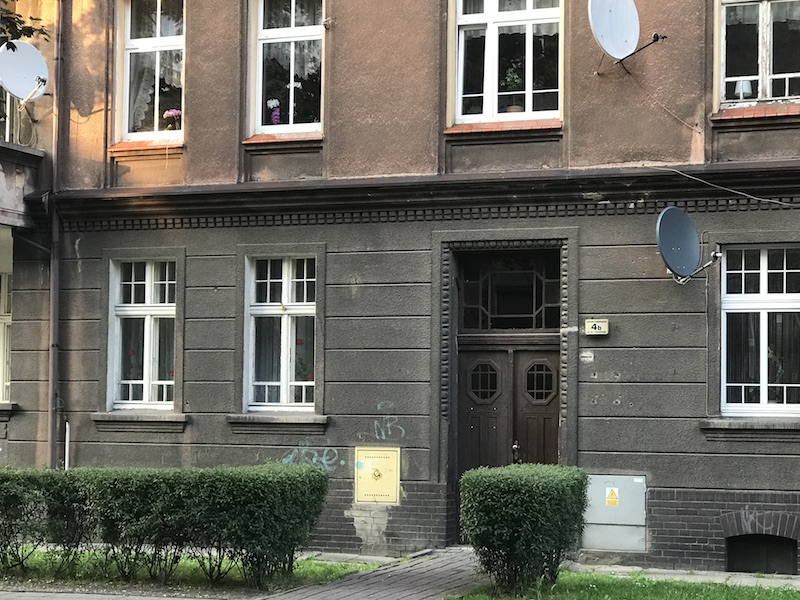
Boniowany parter
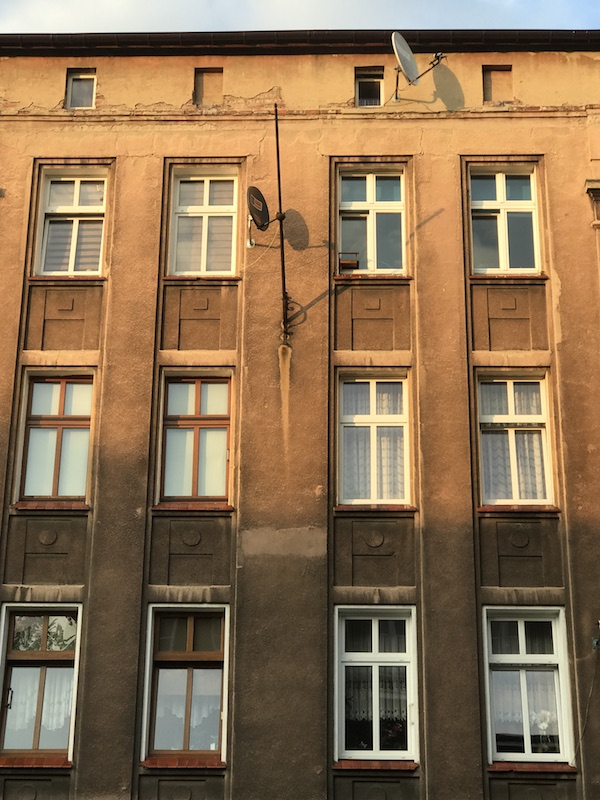
Okna z widocznymi płycinami

Kamienica wykonana w stylu modernistycznym. Budynek jest podpiwniczony, czterokondygnacyjny i czteroosiowy, gdzie zachował się geometryczno-linearny detal architektoniczny.
Parter jest boniowany, natomiast trzy wyższe kondygnacje są tynkowane. Okna na parterze w prostokątnych obramieniach, a na drugiej, trzeciej i czwartej kondygnacji posiadają płyciny z motywami geometrycznymi. W gzymsie znajdują się kwadratowe okna.